# Rebutia deminuta
Rebutia deminuta är en kaktusväxtart som först beskrevs av Frédéric Albert Constantin Weber, och fick sitt nu gällande namn av Nathaniel Lord Britton och Joseph Nelson Rose. Rebutia deminuta ingår i släktet Rebutia och familjen kaktusväxter.

## Underarter
Arten delas in i följande underarter:
- R. d. deminuta
- R. d. kupperiana

## Bildgalleri

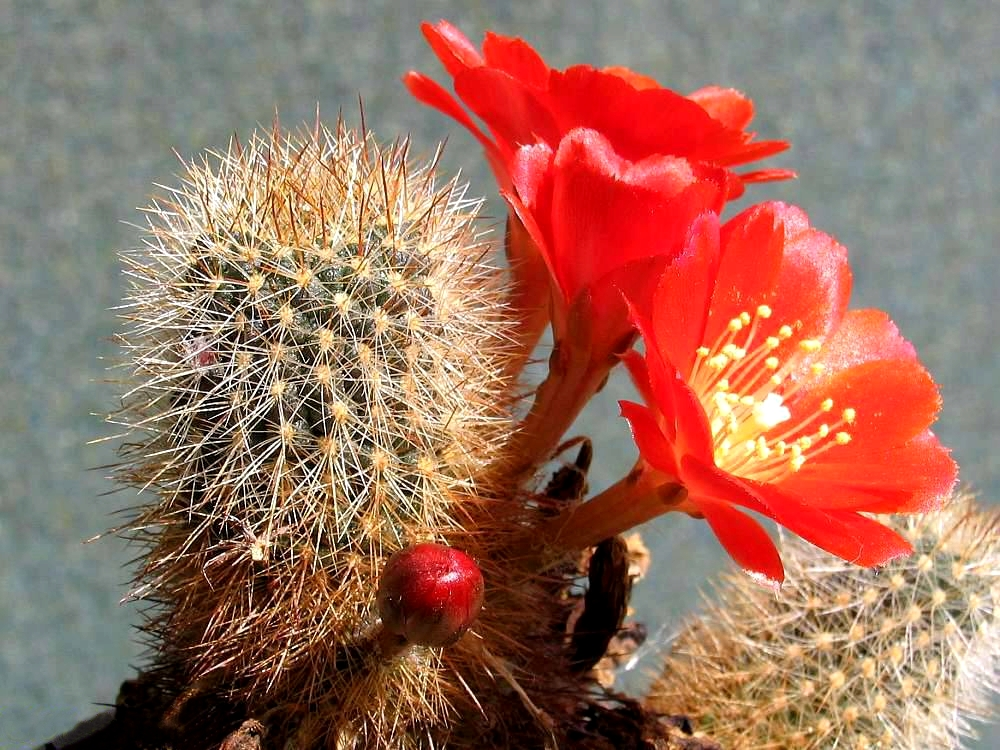
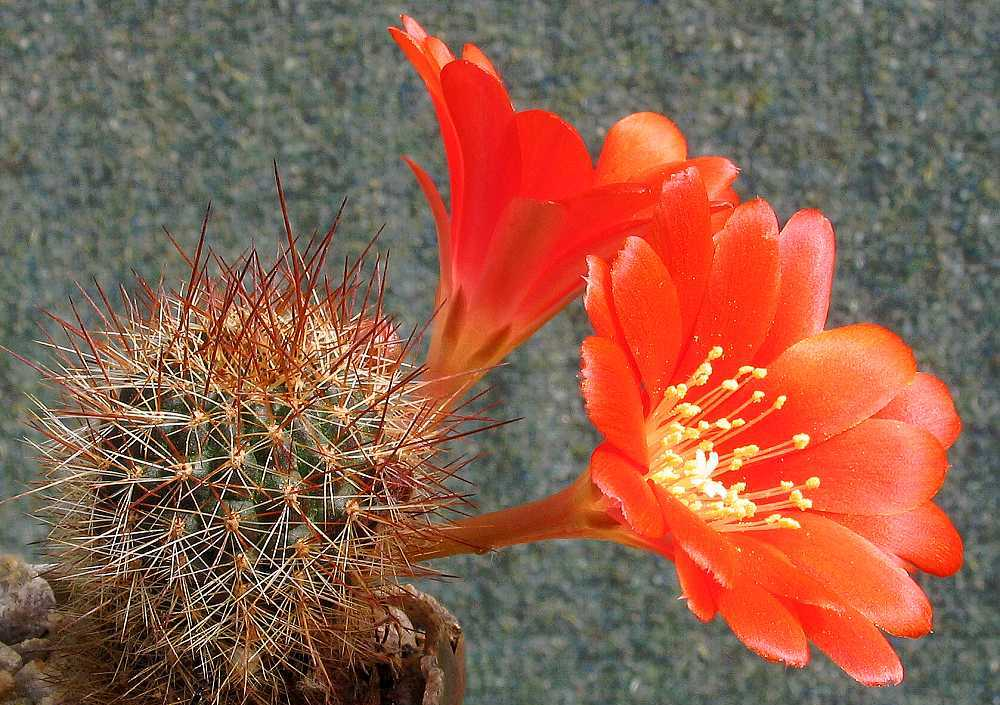
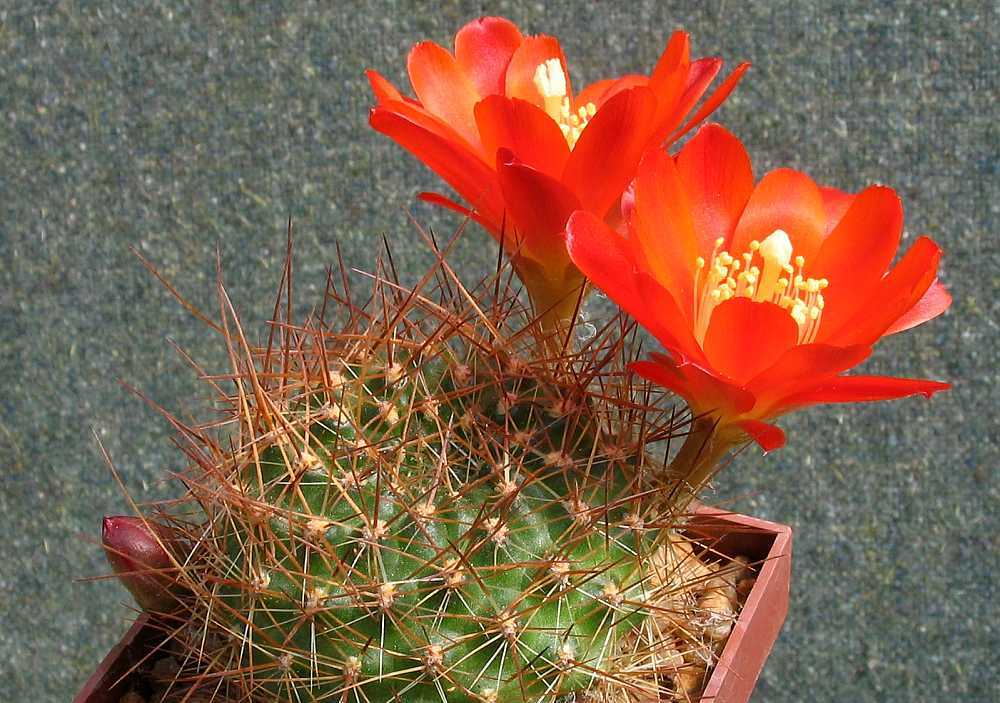
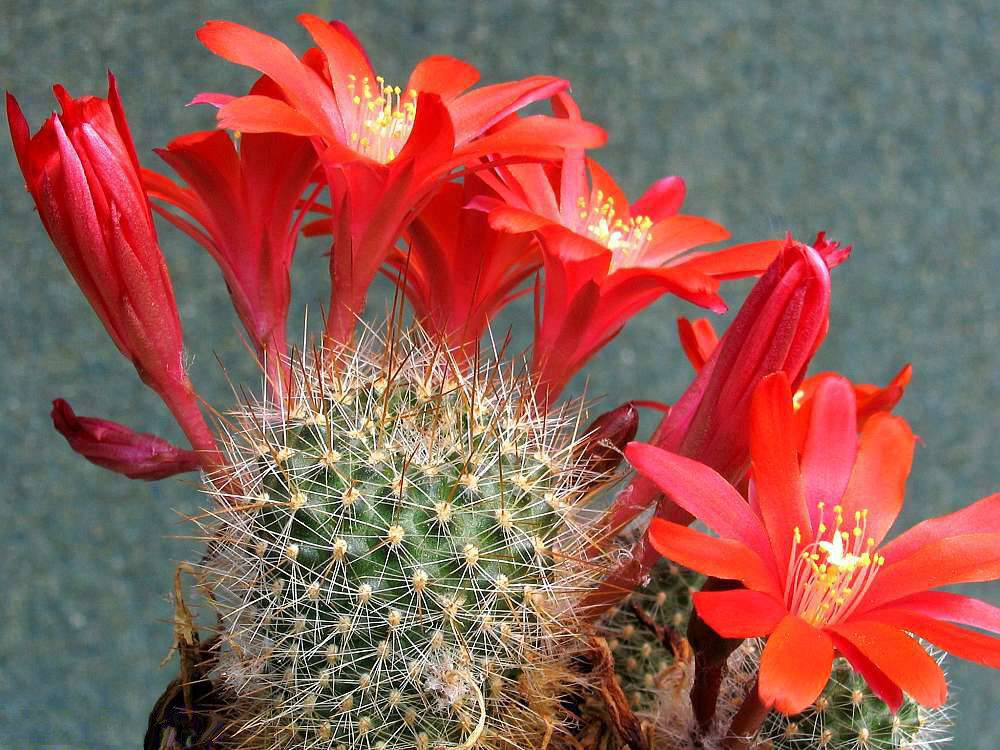
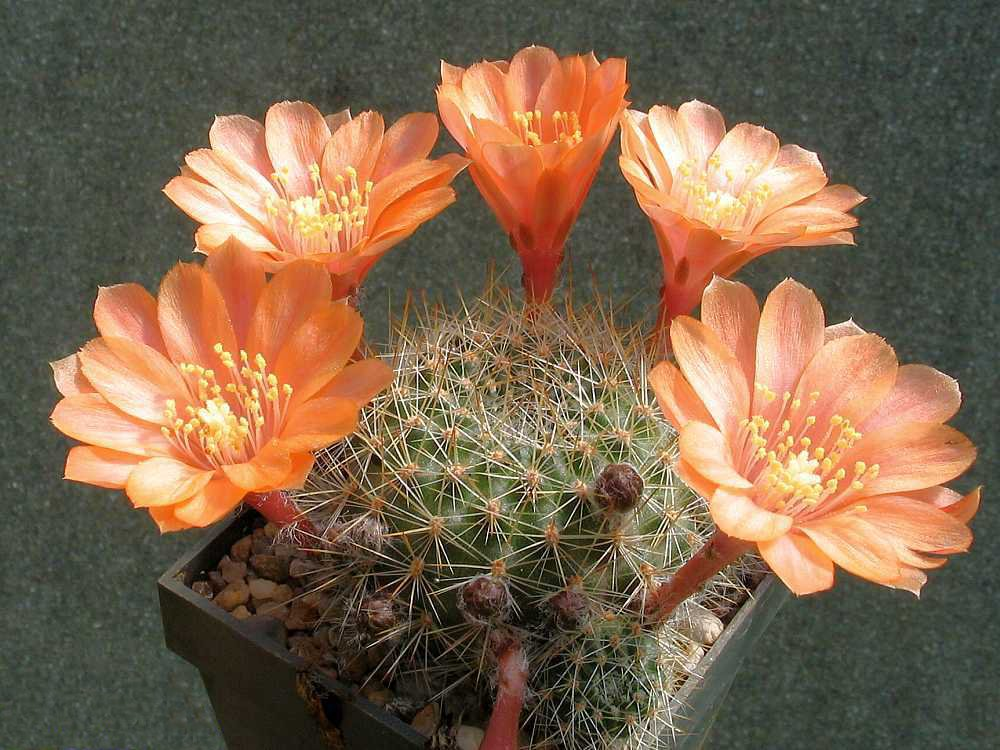
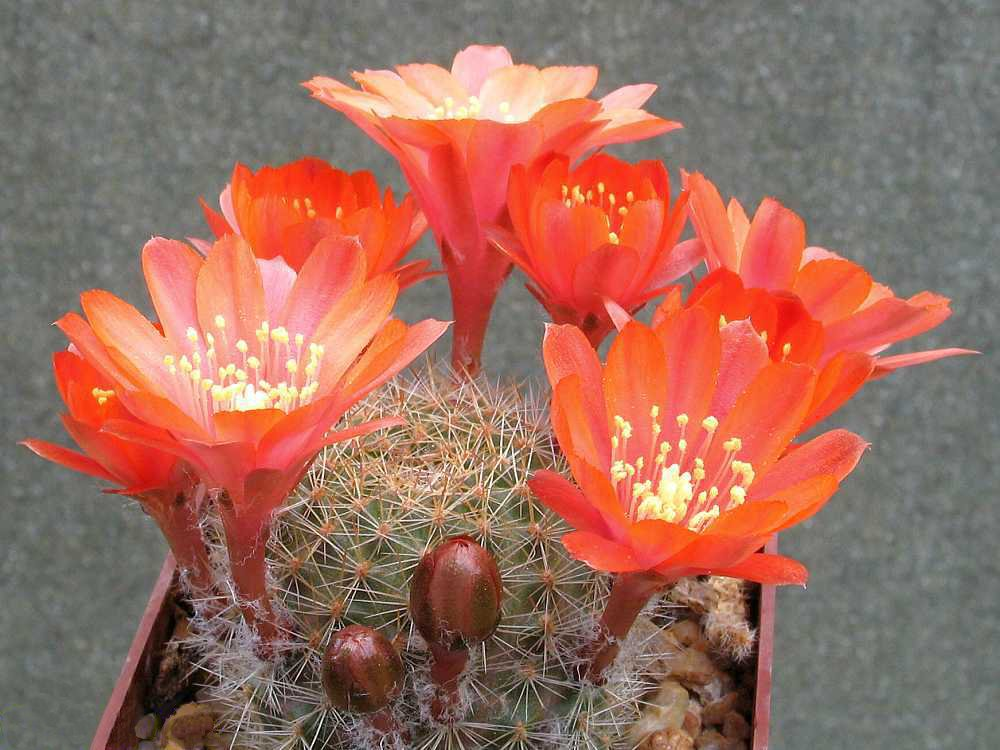